# Крикорян, Раффи
Раффи Крикорян, (з.-арм. Րաֆֆի Գրիգորեան; 1978 г.р.) — американский программист и управленец армянского происхождения.
В разные годы он был руководителем отдела технологий и техническим директором Emerson Collective; техническим директором Национального комитета Демократической партии США, главой Центра передовых технологий Uber; вице-президентом по разработке платформ в Twitter, где отвечал за общую инфраструктуру компании до августа 2014 года. Он считается автором инициативы по повышению надежности Twitter, а также инициатором перехода платформы с Ruby на JVM. В настоящее время он также входит в совет директоров Центра креативных технологий «Тумо» в Ереване, Армения.

## Биография

### Ранние годы
Крикорян учился в Массачусетском технологическом институте и был студентом Нила Гершенфельда. Его работа заключалась в создании нового типа сети для повседневных устройств под названием «Интернет-0» (аналог Интернета вещей). Вместе с Гершенфельдом он также вел курс под названием «Как сделать (почти) все». Он также работал над интерактивной службой определения местоположения для программных агентов под названием Wherehoo.
Он также был «беззастенчивым фанатиком TiVo» и написал книгу «TiVo Hacks», вышедшую в издательстве O'Reilly Media в 2003 году.
Крикорян также был адъюнкт-профессором коммуникаций в программе интерактивных телекоммуникаций Нью-Йоркского университета. Там он разработал два курса под названием «Каждый бит, который вы делаете» и «Физические вычисления без компьютеров».
В 2007 году Крикорян был партнером Synthesis Studios, где он работал над OneHop, проектом, который использует технологию Bluetooth и SMS для оповещения владельцев мобильных телефонов, когда они приближаются к другим владельцам Bluetooth-устройств, с которыми они встречались раньше.

### WattzOn
Вместе с Солом Гриффитом Крикорян создал компанию Wattzon и представил её одноимённый продукт на выставке PopTech в 2008 году. Назначение этой программы состояло в том, чтобы позволить пользователям рассчитать свой общий энергетический след путем оценки их прямого и косвенного энергопотребления. В отличие от большинства углеродных калькуляторов, WattzOn измеряет потребление энергии, а не побочные продукты (CO2 или выбросы в эквиваленте CO2), а также создаёт целостное представление о потреблении энергии, позволяя пользователям сравнивать энергию, используемую при поездке на машине, например, с энергией того, что они съели. WatzzOn был назван лучшей идеей Business Week 2008 года.

### Twitter
Крикорян начал свою работу в Twitter в 2009 году в качестве инженера в команде API. Он работал над геопространственными API этой платформы и реализовал интеграцию Twitter в iOS 5 от Apple. Крикорян также сделал данные Twitter доступными для исследований университетов.
После Чемпионата мира по футболу 2010 года, во время которого у Twitter неоднократно возникали проблемы, Крикорян возглавил работу по увеличению надёжности сервиса. Для этого Twitter перешел на JVM, а также перешел от монолитной кодовой базы к более сервис-ориентированной архитектуре. Twitter также расширил свою глобальную серверную инфраструктуру, а также внедрил протокол SPDY. И Twitter проделал большую работу над своими системами хранения, системами мониторинга и статистики, а также продуктами для анализа данных. Следующий Чемпионат мира по футболу FIFA 2014 платформа пережила без каких-либо инцидентов.
Крикорян активно участвовал в развитии инженерной культуры в Twitter.

### Uber
Крикорян начал работать Uber в 2015 году в исследовательском отделе над «крупномасштабными данными и программными платформами» в должности технического директора, отвечающим за Центр передовых технологий и беспилотное вождение. 14 сентября 2016 года Uber вывела беспилотные автомобили на дороги Питтсбурга, штат Пенсильвания.

### Национальный комитет Демократической партии
Крикорян начал работать в Национальном комитете Демократической партии в должности главного технического директора в 2017 году. Он утверждает, что присоединился к нему, потому что «мир сломан». В этот период Раффи делил свое время между Силиконовой долиной и Вашингтоном, округ Колумбия. Его внимание было сосредоточено на обновлении разваливающейся технической инфраструктуры Демократической партии.
Кроме того, он работал над вопросами безопасности, привлечением избирателей к участию в голосовании, а также над «культурными» элементами привнесения техники в политический мир.
Он ушел с этой должности в марте 2019 года.

### Emerson Collective
Крикорян в настоящее время является управляющим директором в Emerson Collective.

## Армения
Крикорян активно участвует в жизни в армянского общества. Он входит в правление Центра креативных технологий «Тумо» в Ереване, Армения, где вел занятия и читал публичные лекции. В 2015 году в Университете Южной Калифорнии он прочитал публичную лекцию на тему «Почему не Армения?». 25 апреля 2015 года он вместе с Алексисом Оганяном провел инженерный саммит в центре Тумо.